# 佐野愛里紗
佐野 愛里紗（さの ありさ、1994年8月6日 - ）は、日本の女優、モデルである。東京都出身。元アミューズ所属。靴のサイズは、24.5cm。身長162.0cm、体重45.0kg。しし座。

## 人物
- 中学1年生でCM、中学2年生でドラマのデビューを果たす。
- 家族構成は、母、兄姉妹。
- 妹・佐野愛麗も本人とおなじ、アミューズに所属している。[1]
- アミューズモデルスのジュニアである。
- 同じ学校で、同じドラマに出演した西内まりや、また、ドラマで多く共演している指出瑞貴とも交友関係がある。
- 特技は、クラシック・バレエ、茶道、書道。
- 現在は、雑誌のモデル（チュチュなど）の仕事をしている。
- 2011年、NHK放送の「金魚倶楽部」では主人公をいじめるメンバーの一人、宍戸希美香役を演じた。

## 出演

### テレビドラマ
- スクラップ・ティーチャー〜教師再生〜（2008年、日本テレビ） - 両国愛里紗 役
- 金魚倶楽部（2011年、NHK） - 宍戸希美香 役

### CM
- バンダイ ピンキーキャッシュ（2007年）
- テレビ埼玉「エコ玉キャンペーン 〜川の思い出篇〜」（2009年）

### 雑誌
- ちゃお（小学館）
- ローランド企業ビシュアル
- ユニクロダウン
- チュチュ